# Emberizoides
Emberizoides är ett litet fågelsläkte i familjen tangaror inom ordningen tättingar. Släktet omfattar endast tre arter som förekommer från sydvästra Costa Rica till nordöstra Argentina:
- Kilstjärtad grästangara (E. herbicola)
- Gråkindad grästangara (E. ypiranganus)
- Duidagrästangara (E. duidae)

Släktet placerades länge bland fältsparvarna i Emberizidae, men genetiska studier visar att de är tangaror, därav deras nuvarande svenska trivialnamn.